# 계몽자 그레고리오
계몽자 그레고리오(아르메니아어: Գրիգոր Լուսաւորիչ, 고대 그리스어: Γρηγόριος Φωστήρ)는 아르메니아 사도교회의 첫 수장이며 성인이다.
카파도키아의 카이사리아 (현 튀르키예의 카이세리) 에서 성장하며 기독교 신자가 되었으며, 킬리키아의 가톨리코스가 되면서 301년 이교도 국가였던 아르메니아 왕국을 기독교 국가로 개종시켰다. 그리하여 아르메니아를 기독교를 국교로 채택한 최초의 나라가 되었으며, 그레고리오는 사후 아르메니아의 수호성인이 되었다.

## 같이 보기
- 동방 기독교